# Rainton Gate
Rainton Gate – wieś w Anglii, w hrabstwie Durham. Leży 7 km na północny wschód od miasta Durham i 378 km na północ od Londynu.